# Holzwarth-Gasturbine

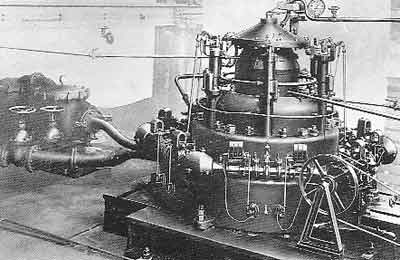
Prototyp von 1908 auf dem Prüfstand der Gebr. Körting, heute im Deutschen Museum (siehe unten)

Die Holzwarth-Gasturbine (benannt nach ihrem Entwickler Hans Holzwarth, auch Gleichraum-, Explosions- oder Verpuffungs-Gasturbine genannt) ist eine Entwicklungsform der Gasturbine, bei der die Verbrennung zyklisch, wie bei einem Ottomotor, in einer durch Ventile abgeschlossenen Brennkammer erfolgt. Diese ab 1905 entwickelte Bauform war die erste großtechnisch einsetzbare Gasturbine der Welt.
Da die abgeschlossene Brennkammer ein festes Volumen aufweist („Gleichraum“), erfolgt die Verbrennung isochor. Durch die Ausnutzung des mit der isochoren Verbrennung verbundenen Druckanstiegs benötigt die Gleichraum-Gasturbine im Gegensatz zur modernen Gleichdruck-Gasturbine keinen der Brennkammer vorgeschalteten Verdichter.

## Aufbau und Funktionsweise

Erster Prototyp, ausgestellt im Deutschen Museum
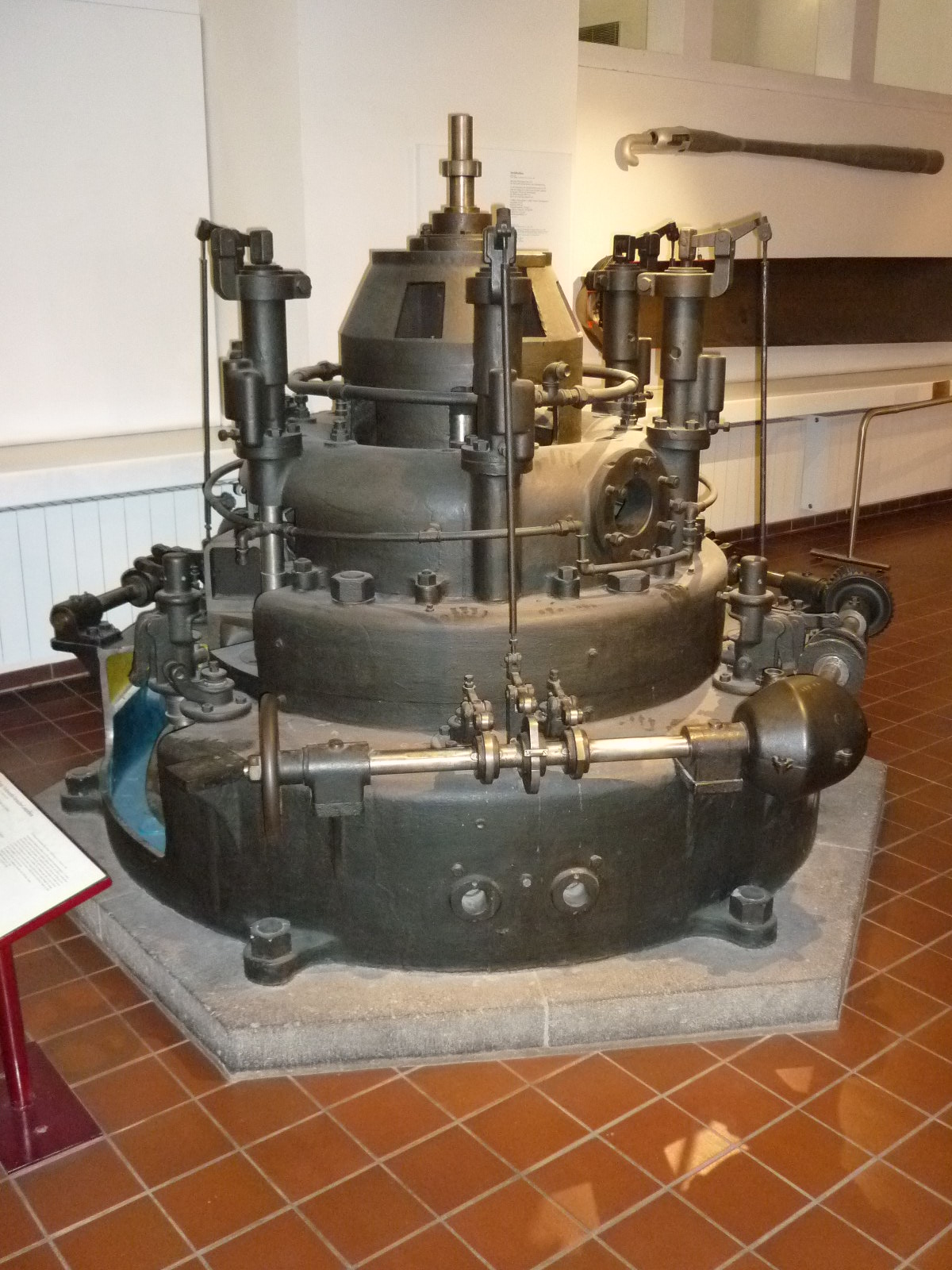
Totale
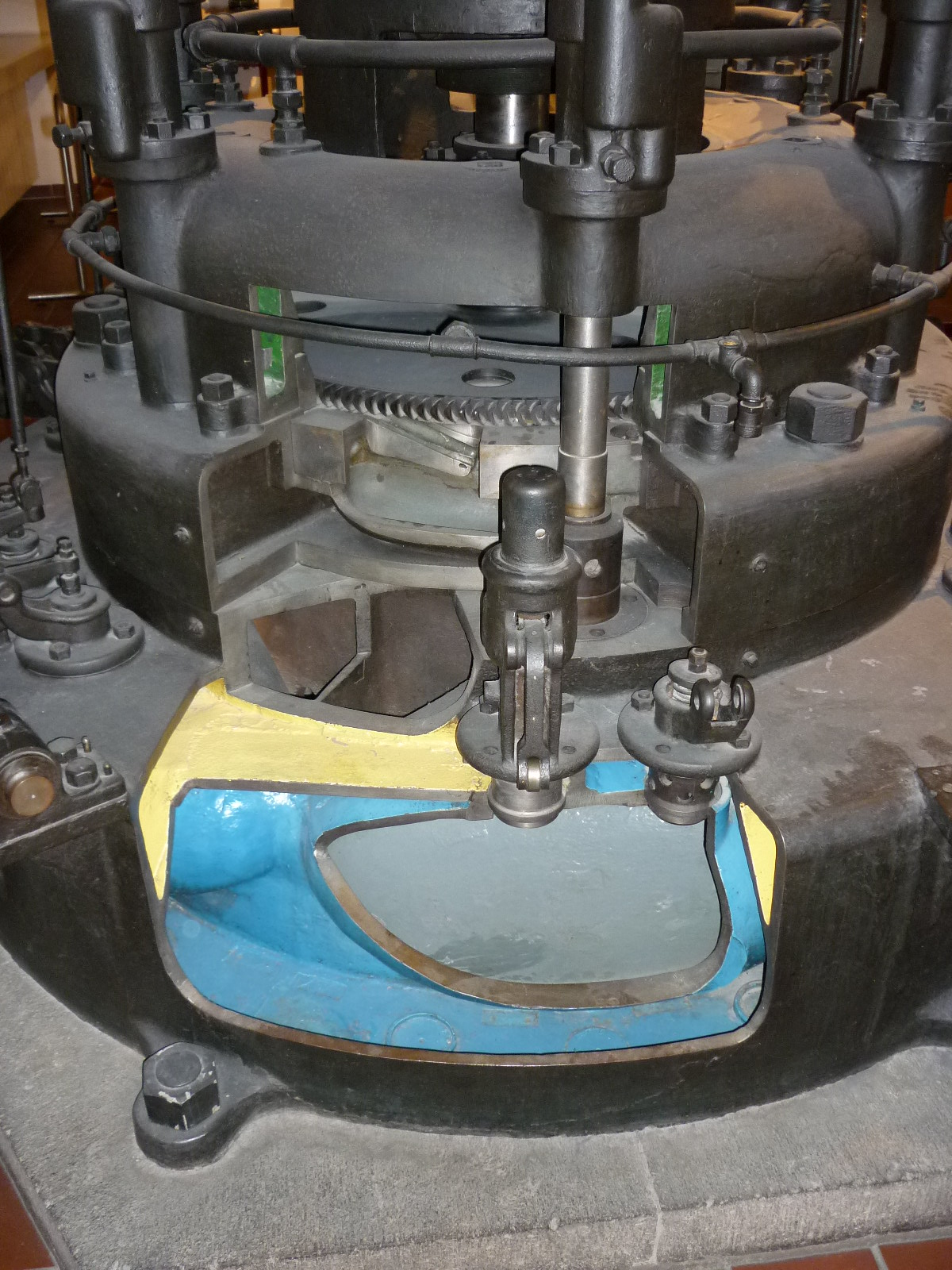
Seitlich aufgeschnitten

Die Holzwarth-Gasturbine ist keine im heutigen Sinne aus Verdichter und Gasexpansionsturbine bestehende Gasturbine; in vielerlei Hinsicht hat die Holzwarth-Gasturbine mehr mit dem getakteten Otto-Verbrennungsmotor gemein als mit einer modernen Gasturbine. Aufbau und Prozess der Holzwarth-Gasturbine sind vom Ottomotor abgeleitet, wobei jedoch zur Abführung der mechanischen Arbeit bei der Expansion des Gases kein Kolben, sondern eine Turbine verwendet wird.

### Konstruktiver Aufbau und technische Daten
Die von Holzwarth konstruierten Gasturbinen hatten anfangs vertikale Wellen, wie sie um 1900 in den USA auch für Dampfturbinen üblich waren. Später folgten, insbesondere für den Einsatz als Schiffs- oder Bahnantrieb, auch Maschinen mit horizontaler Welle.
Beim vertikalen Aufbau waren ganz unten in einem Ring die wassergekühlten Brennkammern mit vorgelagerten Luft- und Brenngaskammern und den Ein- und Auslassventilen angeordnet. Darüber folgte mittig die eigentliche Turbine mit dem Abgassystem. Der Generator war mittels einer Laterne ganz oben aufgesetzt.
| Parameter                               | Erster Prototyp | Zweiter Prototyp |
| --------------------------------------- | --------------- | ---------------- |
| Baujahr                                 | 1906–08         | 1908             |
| Partner                                 | Körting         | BBC              |
| Leistung (theoretisch/tatsächlich) [PS] | ?/27            | 1000/200         |
| Anzahl Brennkammern                     | 6               | 10?              |
| Druck in der Brennkammer                | bis 7 bar       | ?                |
| Drehzahl [1/min]                        | 3000            | ?                |

### Holzwarth-Kreisprozess
Der Holzwarth-Kreisprozess (heute international auch Humphrey-Prozess genannt) besteht aus vier Zustandsänderungen (Phasen):
| Phase | Zustandsänderung                       | Technischer Ablauf |
| ----- | -------------------------------------- | --- |
| 1→2   | Isentrope Verdichtung (Gemischzufuhr)  | Nach dem Öffnen der Einlassventile strömen Brennstoff und Luft in die Brennkammern (Pilotanlage: sechs Stück). Die Zufuhr erfolgt zunächst fast drucklos durch ein externes Gebläse, später mit leichtem Überdruck durch einen externen Kompressor, angetrieben durch eine Dampfturbine, die von einem Abhitzekessel im heißen Abgas der Gasturbine gespeist wird.                 |
| 2→3   | Isochore Wärmezufuhr (Verbrennung)     | Nach dem Schließen der Einlassventile wird das Gemisch in den Brennkammern mittels einer Zündkerze (Pilotanlage: Hochspannungs-Magnetzünder der Firma Robert Bosch) gezündet. In der Brennkammer steigen Temperatur und Druck stark an (Pilotanlage: xxx°C und 4,5 bar). |
| 3→4   | Isentrope Entspannung (Arbeitssabgabe) | Nach dem Öffnen der Auslassventile strömt das heiße, unter Druck stehende Abgas aus der Brennkammer durch eine Düse in die Turbine (Pilotanlage: zweistufige Curtis-Turbine), wo es unter Abführung von mechanischer Arbeit entspannt wird. |
| 4→1   | Isobare Wärmeabfuhr (Abgasabfuhr)      | Nach der vollständigen Expansion strömen die heißen Abgase aus der Turbine in die Atmosphäre, wo sie abkühlen. Zur Spülung und Kühlung wird ein Reinigungstakt ausgeführt, bei dem die Abgase mit Frischluft vollständig aus Brennkammern und Turbine ausgetrieben werden. Hierbei wird gleichzeitig die Luft vorgewärmt, die im folgenden Takt wieder als Verbrennungsluft dient. |

Holzwarth-Prozess im p-V-Diagramm

Der Holzwarth-Prozess entspricht somit weitgehend dem Otto-Prozess, lediglich bei der Wärmeabfuhr, die thermodynamisch nur geringen Einfluss hat, weicht er ab und entspricht dem Joule-Prozess.
Obwohl die isochore Wärmezufuhr theoretisch höhere Wirkungsgrade ermöglicht als die isobare, erreichte die Pilotanlage aufgrund der relativ geringen Drücke und Temperaturen in der Brennkammer nur einen Wirkungsgrad von etwa 13 %. Holzwarth stand während seiner Versuche in Kontakt zu den Professoren Aurel Stodola und Wilhelm Schüle, welche die Messwerte theoretisch bestätigten.
Der erste Holzwarth-Prototyp von 1908 verzichtete auf die isentrope Verdichtung (quasi drucklose Spülung der Brennkammer), womit es sich hierbei um einen Kreisprozess mit lediglich drei Zustandsänderungen handelt. Dieser Prototyp kann somit als "Dreitaktmotor" bezeichnet werden.

### Vergleich mit dem Ottomotor
Die Gleichraum-Gasturbine stellt eine Zwischenstufe zwischen Verbrennungsmotoren und den heute üblichen Gasturbinen mit kontinuierlicher Verbrennung und vorgeschaltetem Turbokompressor dar. In vielerlei Hinsicht hat die Holzwarth-Gasturbine mehr mit dem Ottomotor gemein als mit modernen Gasturbinen:
| Merkmal       | Ottomotor                                     | Holzwarth-Gasturbine (Gleichraum-Gasturbine)  | Moderne Gasturbine (Gleichdruck-Gasturbine) |
| ------------- | --------------------------------------------- | --------------------------------------------- | ------------------------------------------- |
| Brennkammer   | abgeschlossen durch getaktet öffnende Ventile | abgeschlossen durch getaktet öffnende Ventile | offen                                       |
| Zündung       | getaktet durch Zündkerze                      | getaktet durch Zündkerze                      | kontinuierlich (stationäre Flamme)          |
| Verbrennung   | isochor (konstantes Volumen, „Gleichraum“)    | isochor (konstantes Volumen, „Gleichraum“)    | isobar (konstanter Druck, „Gleichdruck“)    |
| Verdichter    | nicht vorhanden                               | nicht vorhanden                               | Turbokompressor                             |
| Kraftmaschine | Hubkolbenmotor                                | Gasexpansionsturbine                          | Gasexpansionsturbine                        |

## Geschichte

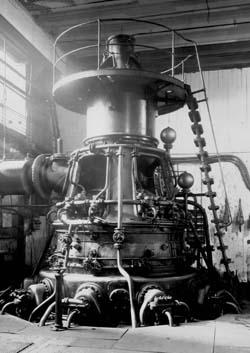
Holzwarth-Gasturbine, 1914, in Betrieb bei Thyssen & Co., Essen

Um 1900 arbeiteten verschiedene Ingenieure in Europa unabhängig voneinander an der Entwicklung einer technischen funktionierenden Gasturbine, wie sie John Barber und andere bereits lange zuvor theoretisch beschrieben hatten. Neben Hans Holzwarth waren dies insbesondere Franz Stolze in Deutschland, Ægidius Elling in Norwegen, Charles Lemâle und René Armengaud in Zusammenarbeit mit Auguste Rateau in Frankreich. Eines der größten Probleme stellte für alle Erfinder gleichermaßen die Konstruktion des Verdichters dar. Im Gegensatz zur Gasexpansionsturbine, die von bereits relativ ausgereiften Dampfturbinen abgeleitet werden konnte, waren Verdichter mit hoher Kompression und Wirtschaftlichkeit damals noch nicht entwickelt. Der geringe innere Wirkungsgrad der damals zur Verfügung stehenden Turboverdichter führte dazu, dass der Verdichter alle Energie verbrauchte, welche die Turbine lieferte, so dass die Maschine in der Summe keine Arbeit leisten konnte. Holzwarth umging dieses technische Problem, indem er einfach das Gleichraum-Prinzip vom Ottomotor übernahm, so dass er keinen Verdichter benötigte.
Holzwarth entwickelte das theoretische Konzept für seine Gasturbine ab etwa 1905, zunächst als Angestellter der Firma HOR in den USA, später selbständig zurück in Deutschland. Eine erste Versuchsmaschine mit etwa 27 PS Nutzleistung konstruierte und baute er in Diensten und auf Rechnung der Firma Thyssen & Co.; gefertigt und getestet wurde sie bei der Gebr. Körting AG in Hannover. Diese Maschine ist heute im Deutschen Museum in München ausgestellt.
Nachdem der Prototyp die Funktionsfähigkeit des Prinzips demonstriert hatte, gewann Holzwarth das renommierte Turbinenbauunternehmen Brown, Boveri & Cie. (BBC) in Mannheim und Baden/Schweiz als Partner für die weitere Entwicklung. Gemeinsam mit BBC baute Holzwarth zwischen 1909 und 1913 weitere Maschinen und entwickelte eine marktreife Turbine, wobei die Leistung bis auf etwa 200 PS gesteigert wurde. Theoretisch hätte die Turbine bis zu 1000 PS liefern sollen; wegen der großen Abwärmeverluste und des Leistungsbedarfes des Verdichters wurde aber nur ein Bruchteil erreicht. Nach einer Unterbrechung wegen des Ersten Weltkrieges wurde die Entwicklung ab 1918 fortgesetzt. Auftrieb gab der Technik ein Interesse seitens der Preußischen Staatsbahn und der Kaiserlichen Marine, die Aufträge für Testmaschinen zum Antrieb von Lokomotiven und Schiffen erteilten. 1920 wurde eine Maschine an die Bahn ausgeliefert. Im Test zeigte sich jedoch, dass die Gasturbine den konkurrierenden Technologien Dampfturbine und Dieselmotor deutlich unterlegen war.
Mit BBC entwarf Holzwarth ab 1928 eine weiterentwickelte Holzwarth-Gasturbine mit zwei in Serie geschalteten Brennkammern und theoretischen 5000 PS / praktisch 2000 PS Leistung, die ab 1933 im Thyssen-Stahlwerk in Hamborn zunächst mit Öl und später mit Hochofengas betrieben wurde.
Das Ende der kurzen Gleichraum-Gasturbinen-Zeit zeichnete sich ab Ende der 1920er-Jahre ab, als nach einer Verbesserung der Turboverdichter die Gleichdruck-Gasturbine immer mehr die Oberhand gewann und sich schließlich durchsetzte. Nach 1933 schwenkte auch BBC auf das Gleichdruck-Prinzip um, dessen Entwicklung BBC selbst mit Adolf Meyer maßgeblich vorangetrieben hatte. Eine letzte Gleichraum-Gasturbine mit 5000 PS, die von Holzwarth 1939 fertiggestellt wurde, konnte wegen Mangels an Brenngas nur in Teillast erprobt werden und wurde schließlich im Zweiten Weltkrieg durch einen Bombenangriff zerstört.
In neuerer Zeit gibt es wieder Forschungsvorhaben, ein Pulsstrahltriebwerk (Pulsed Detonation Engine) mit diskontinuierlicher Verbrennung mit einer Expansionsturbine zu kombinieren, was einen Schritt zurück in Richtung Holzwarth-Gasturbine bedeutet.